# Dekanat nadmorski (eparchia kaliningradzka)
Dekanat nadmorski – jeden z 3 dekanatów eparchii kaliningradzkiej Rosyjskiego Kościoła Prawosławnego. Obejmuje cerkwie położone w rejonach: bałtijskim, swietłogorskim i zielenogradskim oraz w Jantarnym, Pionierskim i Swietłym w obwodzie królewieckim. Funkcjonuje w nim siedem cerkwi parafialnych miejskich, sześć cerkwi parafialnych wiejskich, pięć cerkwi filialnych, dwie cerkwie-baptysteria i kaplica. W granicach dekanatu znajduje się też patriarszy metochion.
Funkcję dziekana pełni protojerej Igor Ilnicki.

## Cerkwie w dekanacie[1]
- Cerkiew św. Aleksandra Newskiego w Bałtyjsku

Cerkiew-baptysterium św. Serafina Wyrickiego
Kaplica Obrazu Zbawiciela Nie Ludzką Ręką Uczynionego
- Sobór morski św. Jerzego w Bałtyjsku

Cerkiew Ikony Matki Bożej „Poszukiwanie Zaginionych” w Bałtyjsku
- Cerkiew Dońskiej Ikony Matki Bożej w Donskim
- Cerkiew Kazańskiej Ikony Matki Bożej w Jantarnym
- Cerkiew św. Pantelejmona w Lesnym
- Cerkiew św. Ksenii Petersburskiej w Lublinie
- Cerkiew Tichwińskiej Ikony Matki Bożej w Pionierskim

Cerkiew św. Jana Miłościwego w Pionierskim
- Cerkiew św. Sergiusza z Radoneża w Rybaczim
- Cerkiew św. Serafina z Sarowa w Swietłogorsku

Cerkiew Ikony Matki Bożej „Wszystkich Strapionych Radość” w Swietłogorsku
Cerkiew Poczajowskiej Ikony Matki Bożej w Swietłogorsku
Cerkiew-baptysterium św. Mikołaja
- Cerkiew św. Barbary w Swietłym
- Cerkiew Zwiastowania w Swietłym

Cerkiew św. Aleksandra Newskiego w Swietłym
- Cerkiew św. Eliasza we Wzmorju

Cerkiew Trójcy Świętej we Wzmorju
- Cerkiew św. Andrzeja w Zielenogradsku
- Cerkiew Przemienienia Pańskiego w Zielenogradsku